# Veel te mooi
Veel te mooi is een nummer van het Belgische duo Erik Van Neygen & Sanne uit 1990. Het is een cover van het lied Dome moj van de Kroatische zangeres Meri Cetinić.
Van Neygen hoorde het originele nummer in 1989 tijdens een vakantie in Joegoslavië. Terug in België schreef hij er samen met Willy Smets een Nederlandstalige tekst voor, waarbij het echter geen letterlijke vertaling betrof. Hij besloot het lied vervolgens in duetvorm op te nemen met de 17-jarige Sanne, die hij kort daarvoor had ontmoet. Het was hun eerste samenwerking en de single groeide meteen uit tot het grootste succes uit hun carrières. In de zomer van 1990 stond Veel te mooi op nummer 1 in vrijwel alle Vlaamse hitlijsten, waarna het werd onderscheiden met een gouden plaat.
De B-kant van de single was het liedje Jij werd mijn liefste.
In 1990 maakten Frank & Mirella een cover van dit lied.  

## Meewerkende artiesten
- Muzikanten:
  - Erik Van Neygen (zang)
  - Sandra Denotté (zang)

## Hitnotering in Vlaanderen
| Positie: | 34 | 16 | 9 | 5 | 5 | 3 | 1 | 2 | 2 | 2 | 2 | 4 | 9 | 14 | 24 | 32 | 46 | uit |